# Staffelloidea
Staffelloidea es una superfamilia de foraminíferos cuyos taxones se han incluido tradicionalmente en la superfamilia Fusulinoidea, del suborden Fusulinina y del orden Fusulinida. Su rango cronoestratigráfico abarca desde el Viseense (Carbonífero inferior) hasta el Djulfiense (Pérmico superior).

## Discusión
Clasificaciones más recientes incluyen Staffelloidea en la subclase Fusulinana de la clase Fusulinata.

## Clasificación
Staffelloidea incluye a la siguiente familia:
- Familia Staffellidae

También se han incluido las siguientes familia y subfamilias:
- Familia Pseudoendothyridae
  - Subfamilia Pseudoendothyrinae, también considerado en la familia Ozawainellidae
  - Subfamilia Nankinellinae, también considerado en la familia Staffellidae